# Фріц Райнгардт (офіцер СС)
Фрідріх Рудольф «Фріц» Райнгардт (нім. Friedrich Rudolph "Fritz" Reinhardt; 27 вересня 1898, Кассель — 30 вересня 1965, Штаде) — німецький офіцер, оберштурмбаннфюрер СС (30 січня 1945). Кавалер Лицарського хреста Хреста Воєнних заслуг з мечами.

## Біографія
Після закінчення школи одержав диплом фермера. З 1916 року брав участь у Першій світовій війні. Після здачі державного екзамену став членом сільськогосподарської палати Галле. В 1929 році вступив у НСДАП (квиток №109 707), 15 вересня 1935 року — в СС (посвідчення №166 846). З 1934 року працював у міністерстві сільського господарства референтом статс-секретаря Герберта Бакке. Одночасно був співробітником Головного управління СС з питань рас і поселень. В 1935-1937 роках — голова відділу державного фермерського товариства Шлезвіг-Гольштайну. З початком Другої світової війни призваний в армію зондерфюрером. Влітку 1940 року призначений військово-адміністративним заступником начальника відділу «Продовольство і сільське господарство» при військовому командувачі у Франції. В кінці війни взятий у полон союзниками. Виступав свідком на Нюрнберзькому процесі, пройшов денацифікацію.

## Нагороди
- Залізний хрест 2-го класу

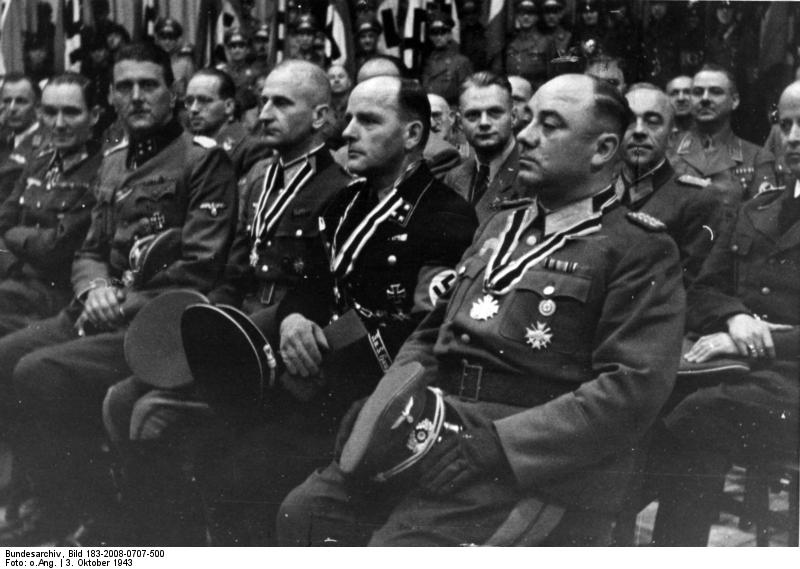
Райнгардт (третій праворуч, у формі вермахту) після нагородження Лицарським хрестом Хреста Воєнних заслуг (Берлінський палац спорту; 3 жовтня 1943).

- Нагрудний знак «За поранення» в чорному
- Почесний хрест ветерана війни з мечами
- Почесний кут старих бійців
- Почесна шпага рейхсфюрера СС
- Кільце «Мертва голова»
- Хрест Воєнних заслуг 2-го і 1-го класу з мечами
- Лицарський хрест Хреста Воєнних заслуг з мечами (3 жовтня 1943) — «він відповідав за сільськогосподарське виробництво і постачання продовольством французького народу і німецьких окупаційних військ і, таким чином, вніс вирішальний внесок у війну.» Вручений Отто Скорцені.